# Buenavista (Toledo)
Buenavista, también llamado El Granero, es un centro poblado del municipio colombiano de Toledo (Antioquia). ubicado en una meseta en estribaciones de la cuchilla Macanal de la cordillera central de los Andes; dista de la cabecera urbana de este municipio 20 kilómetros y está ubicado en el extremo sur del municipio; el límite del pueblo, marca a su vez la frontera municipal entre Toledo y San Andrés de Cuerquia. Posee un clima sumamente cambiante en términos de temperatura y humedad relativa.

## Historia
Como en casi todo el Norte de Antioquia, en el municipio de Toledo, existían asentamientos Nutabes, por lo cual es probable que la historia de Buenavista se remonte primeramente a esta tribu indígena; sin embargo este lugar oficialmente se comienza a formar por el paso de la Arriería en los siglos pasados; debido a que era una estación de paso y de descanso para aquellos hombres encargados de llevar mulas, bueyes y carga; lo cual lo convirtió en un lugar de mucha prosperidad, que decayó con la apertura de las carreteras.
El Centro poblado se llamó anteriormente El Granero pero cambió a Buenavista, aunque la mayoría de la población todavía lo conoce con el anterior nombre debido a que antiguamente existían tiendas de abarrotes y carnicerías; y entre sus acontecimientos más  importantes está la fundación de su escuela en 1930.
La principal y casi única fuente de empleo en la actualidad en el centro poblado es el jornal en  las fincas aledañas, dedicadas en su mayoría a la ganadería.
Cuenta con escuela, calle pavimentada, capilla y salón comunal. 
La Capilla es su principal atractivo turístico junto con los miradores de paisaje.

## Geografía
El centro poblado está ubicado en una meseta donde confluyen las cuchillas de El Macanal y El Cántaro, en las estribaciones de la cordillera central de los Andes y relativamente cerca al Páramo de Belmira, carece de bosques y sus terrenos están ocupados por terrenos pantanosos y cubiertos con pastizal. Al encontrarse a 1990 metros sobre el nivel del mar, está en plena zona de transición entre los pisos térmicos templado y frío; lo cual debido a su situación geográfica, hace que se presenten cambios bruscos de temperatura y una gran cantidad de niebla.